# ГЕС Скавіна
ГЕС Скавіна — мала гідроелектростанція на півдні Польщі, що працює на скидних водах ТЕС Скавіна.
Необхідний для охолодження теплоелектростанції Скавіна ресурс отримують з Вісли по каналу Łączański, а відпрацьовану воду скидають до її правої притоки річки Скавіна. При цьому перед скидом вона живить розташовану на лівому березі долини Скавіни малу ГЕС потужністю 1,6 МВт.
Станцію обладнали турбіною угорського виробника Ganz MAVAG та генератором A.E.G. Union of Vienna. Турбіна належить до типу Каплан та використовує напір у 7,9 метра.
Для видачі електроенергії її напруга підіймається до 16,5 кВ.
Режим роботи ГЕС залежить від головної теплоелектростанції. В 2004—2007 роках вона відпрацьовувала від 8482 до 8713 годин на рік (при максимальній теоретичній кількості 8760), виробіток при цьому становив від 6,4 до 8,4 млн кВт-год. Станом на кінець 2010-х на ТЕС Скавіна зупинили кілька енергоблоків зі зменшенням потужності із 590 до 330 МВт. У випадку, коли в роботі залишається лише один блок (110 МВт), ГЕС Скавіна припиняє свою роботу через недостатність ресурсу.